# Luigi Scuppa
Luigi Scuppa (* 7. April 1927 in Apiro; † 26. November 2001) war ein italienischer Geistlicher und römisch-katholischer Bischof von Fabriano-Matelica.

## Leben
Luigi Scuppa empfing am 4. März 1950 die Priesterweihe.
Papst Paul VI. ernannte ihn am 31. Mai 1978 zum Bischof von Fabriano-Matelica. Der Kardinalpräfekt der Kongregation für die Bischöfe, Sebastiano Baggio, spendete ihm am 2. Juli desselben Jahres die Bischofsweihe; Mitkonsekratoren waren Bruno Frattegiani, Erzbischof von Camerino, und sein Amtsvorgänger Macario Tinti.